# Valor propedéutico del esperanto
El valor propedéutico o pedagógico del esperanto es la teoría que señala que enseñar esperanto a alumnos de idiomas de primer año, antes de que inicien sus estudios en, por ejemplo, francés o inglés, hace que el aprendizaje de estos idiomas sea más efectivo. La investigación de Helmar Frank muestra que un año de esperanto en la escuela genera una capacidad comunicativa equivalente a la de seis años de instrucción en un idioma europeo y acelera y mejora el aprendizaje de otros idiomas. El valor propedéutico del esperanto fue descrito por primera vez por Antoni Grabowski en un artículo de 1908.
Springboard… to Languages
(Trampolín ... a los idiomas)  resume el caso propedéutico del esperanto con estas palabras:

Muchas escuelas solían enseñar a los niños la flauta dulce, no para producir una nación de músicos de flauta, sino como una preparación para el aprendizaje de otros instrumentos. Nosotros enseñamos esperanto, no para producir una nación de hablantes de esperanto, sino como una preparación para el aprendizaje de otros idiomas.

## Efecto introductorio en la enseñanza de idiomas
Un experimento de aprendizaje simplificado muestra una analogía de cómo se puede reducir el tiempo de aprendizaje en cualquier otro idioma aprendiendo esperanto primero.
- A los niños se les enseña a observar una figura hecha de una serie de signos.
- Para memorizar estos signos en su orden respectivo como un todo, el niño necesita al menos dos minutos, pero una instrucción preparatoria que dure no más de cinco o seis segundos, puede facilitar el aprendizaje hasta tal punto, que cualquiera puede aprender esta serie de signos, en el orden correcto, en diez segundos aproximadamente.
- La instrucción consiste en lo siguiente: todos los signos son simétricos, por lo tanto sólo es necesario mirar la mitad derecha, para así poder aprender toda la cifra.

En cerca de diez segundos, se han obtenido casi cien segundos de tiempo de aprendizaje. En el instituto de Cibernética Pedagógica de la Universidad de Paderborn en Alemania, se estudió un método similar para el aprendizaje de idiomas.
La enseñanza llevada a cabo por este instituto prepara a los alumnos para que sean conscientes de las características esenciales de los idiomas, usando el idioma internacional esperanto como modelo, un idioma con una estructura simple y clara, completamente regular y, gracias a su carácter aglutinante, desglosable en elementos morfológicos combinables; un modelo fácil de asimilar y que desarrolla aptitud para el estudio de otros idiomas.
Antes de los experimentos dirigidos por el Prof. Helmar Frank en Alemania, se llevaron a cabo estudios similares en Hungría por I. Szerdahelyi de la Universidad de Ciencias de Budapest. Un grupo de hablantes nativos de húngaro, después de haber estudiado esperanto durante dos años en tercer y cuarto grado de escuela elemental, fueron divididos para estudiar ruso, inglés, alemán y francés.
De acuerdo a los resultados, el estudio preliminar del esperanto aportó un 25% de mejora para el aprendizaje del ruso, 30% para el alemán, 40% para el inglés y 50% para el francés. Dicho de otra manera, los estudiantes que recibieron la enseñanza preparatoria obtuvieron resultados notablemente superiores a los de sus pares que no recibieron la introducción análoga al estudio de lenguas extranjeras. Este sistema de introducción preparatoria fue puesto en práctica en Alemania con un gran número de estudiantes, pero con el único propósito de facilitar el aprendizaje del inglés. Los resultados mostraron que, tras dos años de orientación lingüística con la lengua internacional, la ventaja fue de alrededor de un 30%.[cita requerida]

## Ejemplos de experimentos pedagógicos

### Girl´s Middle Schoolen Auckland, Reino Unido
Años: 1918-1921

Objetivos: Estudiar el interrogante de si el estudio primario del esperanto facilita estudios tardíos de francés o alemán.

Conclusiones:
- La gramática simple y racional del esperanto constituye sobre todo para niños menos dotados, un puente que hace más manejable el pasaje hasta las complicadas gramáticas francesa o alemana, esto hace visible el significado de los términos gramaticales;
- Indica claramente el significado gramatical de los sufijos y prefijos;
- Acostumbra los niños a la idea de la relación entre palabras, la construcción de palabras y las derivaciones;
- El esperanto introduce a los estudiantes al léxico internacional.

Informes
- Dra. Alexandra Fischer, Languages by way of Esperanto.
- "Eksperimento farita en Bishop Auckland (GB) en la jaroj 1918-1921" en Internacia Pedagogia Revuo, 1931.

### Estudio del Instituto de Pedagogía Cibernética de Paderborn (en Alemania)
150 horas de esperanto son suficientes para un francófono para conseguir un nivel que exigiría al menos 1500 en inglés y 2000 en alemán, es decir, una velocidad de adquisición del esperanto de 10 a 13 veces mayor comparado con los otros idiomas.

### Wellesley College, Departamento de Psicología (Ohio, Estados Unidos)
Año 1924

Objectivos: examinar si los idiomas de "síntesis" son más fáciles y más rápidos de aprender que las lenguas étnicas. Comparación entre el esperanto y el danés.

Conclusiones: los estudiantes de esperanto han obtenido mejores resultados que los estudiantes de danés, entre otras razones, debido a la estructura interna del esperanto y por el interés y el entusiasmo que el esperanto ha despertado en los estudiantes.

Informe: Christian Rucmick: The Wellesley College Danish-Esperanto experiment.

### Universidad de Columbia, Nueva York (Estados Unidos)[1]
Años: 1925-1931

Objetivos: examinar si, y en qué medida, una lengua planificada es más fácil de aprender que una lengua étnica. 

Nota: el experimento se llevó a cabo por la comisión de la IALA (International Auxiliary Language
Association), por el Dr. Edward Thorndike, director de la sección de psicología del Instituto de
ciencias de la educación de la Universidad de Columbia.

Conclusiones:

- Un estudiante medio, en 20 horas, puede comprender  el esperanto escrito y hablado mejor que si hubiese dedicado 100 horas de estudio en el francés, alemán, italiano o español.
- 5 horas de estudio de alemán no tienen prácticamente ningún efecto; 5 horas de estudio de esperanto es suficiente para dar una idea general de toda la gramática del esperanto.
- En general, en un plazo de 10 a 100 horas de trabajo, los resultados obtenidos en el estudio de una lengua planificada es 5 a 15 veces mayor que los obtenidos en el estudio de una lengua étnica, dependiendo de la dificultad de la misma... (p. 6-7 del informe de Eaton).
- Entre los hablantes de inglés, los resultados obtenidos en el estudio del latín, alemán y francés son mejores si previamente han aprendido un idioma planificado que haya servido de inicio propedéutico (p. 27-30 del informe).

Informe: Helen S. EATON, The Language Learning. Summary.

### Colegio Enerton Park, Denton (Mánchester, GB)
Años: 1948 y siguientes.

Objetivos: Examinar si el estudio anterior del esperanto facilita el estudio del francés para los alumnos con más dificultades.

Conclusiones: Un niño puede aprender en unos 6 meses más esperanto que francés en 3-4 años... Si todos los niños aprendieran el esperanto durante 6 a 12 meses, antes de 4 a 5 años de estudio de francés, ganarían mucho más y no perderían nada.

Informe: Norman Williams (Director del colegio): Report on the teaching of Esperanto from 1948 to 1965.

### Colegio de Somero (Finlandia)
Años: 1958-1963

Objetivos: Examinar los progresos en el estudio del esperanto, y controlar si ayuda o dificulta el estudio del alemán.

Nota: El Ministerio de educación controló el experimento.

Conclusiones:

- El nivel de conocimientos conseguido en el esperanto era evidentemente tan elevado, que no podría haberse conseguido con cualquier otra lengua extranjera.
- Se ha observado, en los alumnos de esperanto, una superioridad incuestionable en la capacidad de adquirir el alemán.
- La rapidez en la adquisición de resultados en el idioma esperanto les ha dado ánimos y confianza en sí mismos.
- La capacidad para asimilar nuevas formas de expresarse les ha ayudado en el aprendizaje de una nueva lengua extranjera.

Informes:

J. Vilkki, V. Setälä: La eksperimenta instruado de Esperanto en la geknaba mezgrada lernejo de Somero (Suomio);

V. Setälä: Vizito al la eksperimenta lernejo en Somero, Finnlando.

### Universidad Eötvös Lorand, Budapest (Hungría)
Año: 1962-1963

Objetivos: Comparar, en tres clases de un colegio de secundaria, los resultados conseguidos en el estudio del esperanto, con los conseguidos en ruso, inglés y alemán.

Conclusiones:

Para los niños húngaros, los resultados de los coeficientes son los siguientes:
En ruso el 30%, alemán 40%, inglés 60%, esperanto 130%. "Los indicadores demuestran perfectamente las primeras observaciones hechas por el profesor Barczi: bajo las condiciones de aprendizaje de idiomas en la escuela, el esperanto es la única lengua extranjera que cumple con los objetivos.” (Szerdahelyi, 1970, citado en Lobin, p.39).

Informes:

Szerdahelyi Istvàn, (Profesor de la universidad): La didaktika loko de la internacia lingvo en la sistemo de lernejaj studobjektoj.

Günter Lobin: Die Internacia Lingvo als Bildungskibernetishes Sprachmodell, p.59.

### Proyecto EKPAROLI Melbourne, (Australia)
- 1994-2000
- Objetivo: evidenciar que el estudio del esperanto facilita el aprendizaje de una lengua asiática (japonés por ejemplo)
- Resultados: los evaluaciones realizadas por los profesores han demostrado una gran diferencia entre los alumnos que aprendieron esperanto con anterioridad y el resto que no lo hizo.
- Fuente: Estudio

### Experimento Pedagógico Internacional
Años: 1975-77
Organizador: Liga internacional de profesores de esperanto (ILEI)
Participantes: 302 estudiantes de ambos sexos: 16 estudiantes en Bélgica, 45 en Francia, 90 en Grecia, 77 en la Alemania del este, y 74 en los Países Bajos.
Nota: Todos se reunieron una semana en Saint Gérard (Bélgica) en 1977: en esperanto se enseñó matemáticas, geografía ("Europa y nosotros"), dibujo, deporte, música, y lengua esperanto.
Objetivos:
- demostrar que la enseñanza en esperanto es más efectiva y económica que enseñar en otras lenguas extranjeras;
- estudiar la influencia del esperanto en la mejora del estudio del idioma nativo;
- demostrar que los niños progresan con mayor rapidez en lectura y ortografía, especialmente aquellos que tienen problemas en estos campos;
- formar una aptitud de comprensión de forma que sean capaces de aprender otra lengua extranjera más rápidamente;
- contribuir a una educación infantil europea y a un internacionalismo humanístico.

Conclusiones:
- Opinión de un inspector general belga no esperantista: "El esperanto es la lengua más conveniente como base para los que piensan estudiar idiomas extranjeros."
- Se constata un progreso positivo hacia un internacionalismo completo. Además, se pone de manifiesto que el esperanto es una herramienta apropiada para la comprensión común y recíproca, así como un vehículo excelente para otras asignaturas.

Informe: Helmut SONNABEND, Esperanto, lerneja eksperimento.

## La enseñanza de orientación lingüística
"Humankybernetik", revista internacional sobre la aplicación de modelos y de matemáticas en humanidades, publicó en su edición de marzo de 1998, el resultado de experimento de e enseñanza sobre la orientación lingüística. Fue financiado por el Ministerio de Ciencia de Eslovenia, y tuvo lugar entre 1993 y 1995 basado en el modelo desarrollado por el Instituto de Cibernética de Paderborn.
El objetivo fue investigar si los estudiantes que empiezan a aprender lenguas extranjeras por medio del esperanto, aprenden luego mucho más rápido y con mucha más facilidad el inglés o alemán.
¿Esta tesis también es también válida para otros países? ¿Podemos, por tanto, medir el ahorro de tiempo logrado?
Para responder a esta pregunta, se realizó un experimento con clases donde sólo se aprendía inglés, otras donde sólo se aprendía alemán, y finalmente otras con una instrucción de 70 horas de esperanto que precedía a la enseñanza de inglés o alemán. Todo esto en escuelas de por lo menos tres países con idiomas diferentes:
- Austria (Hauptschule Deutschlandsberg II)
- Croacia (Stepinac escuela, Zagreb)
- Eslovenia (Colegio Pre ihov Voranc, Maribor, la escuela primaria Radlje ob Dravi)

Las tres pruebas en tres períodos diferentes en esas cuatro escuelas realizadas a:
- 33 estudiantes que aprendieron el esperanto y luego inglés, y a 32 que han aprendido sólo inglés,
- a 7 estudiantes que han aprendido el esperanto y el y luego el alemán, y a otros 7 que sólo han aprendido alemán.

Por lo tanto, un total de 40 estudiantes que aprendieron el esperanto y 39 que no lo aprendieron.
En comparación con los estudiantes que durante los dos años de estudio no aprendieron Esperanto, se manifiesta que el ahorro de tiempo de los que lo habían aprendido durante las primeras 70 horas del 25-30%, respectivamente para el inglés y el alemán, es decir, que su conocimiento era superior en un 50-60%.
Como la lengua extranjera se aprendió durante 3 horas a la semana, es decir, 120 horas al año o 240 horas en dos años, el ahorro de tiempo es mayor a 120 horas. Por lo tanto, las 70 horas invertidas en el esperanto ya están sobradamente compensadas en dos años de aprendizaje de lenguas extranjeras.

## Observaciones
El primer experimento de este tipo se llevó a cabo desde 1922 hasta 1924 en la escuela de Inglaterra "Green Lane" en Auckland, donde 76 estudiantes habían aprendido esperanto, y 76 francés. Al año siguiente, el francés se enseñó a los que habían aprendido esperanto. Al final del segundo año escolar, los alumnos que comenzaron con el Esperanto tuvieron mejores resultados que aquellos que, durante dos años, había  aprendido francés.
El Inspector Real de Escuelas (Oxon), A. Parkinson, se mostró sorprendido por los beneficios de esta educación preparatoria: «La experiencia de la escuela "Green Lane ", ha tenido sin lugar a dudas un claro éxito. Al comienzo del experimento, no tenía conocimiento del esperanto, aunque había oído hablar de ello. Estaba tan sorprendido de los progresos realizados por los niños que me decidí a aprenderlo para juzgar mejor su trabajo. Estudié yo mismo este idioma y he tenido la oportunidad de constatar su gran valor pedagógico y educacativo.»

## ¿Por qué el esperanto es propedéutico?
En primer lugar, debemos saber que prácticamente todas las lenguas son propedéuticas. La primera lengua es más difícil de aprender que la segunda, que a su vez es más difícil que la tercera. La facilidad de aprender el esperanto, sin embargo, permite adquirir más rápidamente estos mecanismos de aprendizaje.  
Añadamos que el esperanto también puede ayudar gracias a sus efectos psicológicos beneficiosos en los estudiantes. La facilidad con que los estudiantes aprenden el esperanto les da confianza y les entusiasma para aprender un idioma diferente al suyo propio. La plenitud cultural, gracias a los contactos con esperantistas de varios países, permite a los estudiantes interesarse en la geografía, la historia y las tradiciones de sus amigos por correspondencia esperantistas.
El último argumento se basa en la estructura gramatical de la lengua. Cada lengua vernácula tiene su propia estructura, pero las excepciones a las reglas impiden a veces distinguirla. La del esperanto se basa en el principio de la regularidad y en el análisis gramatical inmediatamente perceptible (véase el artículo de Claude Piron sobre las estructuras lingüísticas comparadas entre el francés, el inglés y el esperanto). La gramática del esperanto es tan particular que una misma frase puede reordenarse de muchas maneras diferentes, cada orden a su vez puede corresponderse con un grupo particular de idiomas.

## Un ejemplo concreto
Medir el tiempo que se ahorrará es complicado, porque depende tanto de la lengua materna del estudiante como de la lengua de llegada, más o menos cercana al esperanto.
Tomemos como ejemplo concreto a un español ansioso de aprender el alemán (idioma con fama de ser difícil). Muchos aspectos de este lenguaje serán más familiares si se ha aprendido previamente el esperanto:
- Vocabulario: la parte del vocabulario del esperanto, que no se parece al español (más o menos el 25%) proviene en gran parte de las lenguas germánicas.

- Formación de palabras: a partir de palabras simples como Heim (casa, hogar) y Weh (mal, desgracia) el alemán permite, de forma muy similar al esperanto, construir conceptos complejos como Heimweh (desgracia hogareña o nostalgia).

- Acusativo: el hablante de español se acostrumbrará a marcar cada objeto directo y cada dirección con una marca especial: la terminación -n. Basándose en esta experiencia, podrá con más fácilidad asimilar el sistema de declinaciones alemanas. Además, el acusativo ofrece una gran libertad sintáctica al esperanto, lo que permite proseguir con el siguiente punto.

- Orden de las palabras: el orden de las palabras en alemán puede parecer extraño para un hablante de español. Por ejemplo: Er sagt, dass er sehr schnell nach Hause gekommen ist. Palabra por palabra: Él dice, que él muy rápidamente a casa ido ha. La libertad sintáctica del esperanto puede aquí facilitar la transición: nuestro español ha sido capaz de utilizar el orden de las palabras de su lengua materna cuando empezó, y luego se ha acostumbrado sin ninguna dificultad particular a entender y utilizar otras construcciones.

Es evidente que, a la inversa, también funciona: un español aprenderá el esperanto mucho más rápidamente si ya habla alemán. Sin embargo, los tiempos necesarios para aprender alemán y esperanto no son de la misma magnitud. En la práctica, aprender alemán con el fin de aprender más rápido el esperanto carece, por lo tanto, de sentido.